# OK-GLI

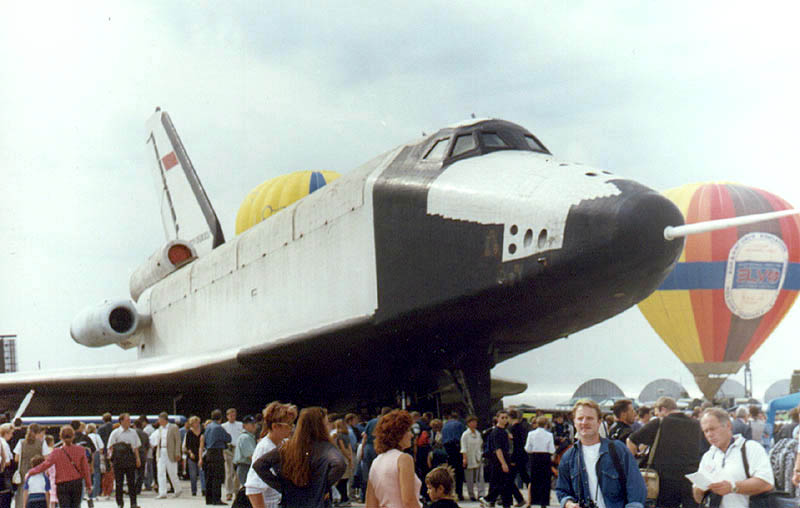
El transbordador OK-GLI expuesto en el MAKS Airshow de Žukovskiy, 1999.

OK-GLI (también llamado BST-02) era un vehículo de prueba («Análogo Aerodinámico del Buran») del Programa Buran, el programa soviético que tenía por objetivo construir un transbordador espacial reutilizable similar a la Space Shuttle o Lanzadera Espacial de la NASA. El vehículo fue construido en 1984 y utilizado en 25 vuelos de prueba entre 1985 y 1989 antes de ser desarmado. Actualmente se conserva en Espira, Alemania, junto al local del Technikmuseum Speyer (‘Museo de la técnica de Spira’).

## Construcción

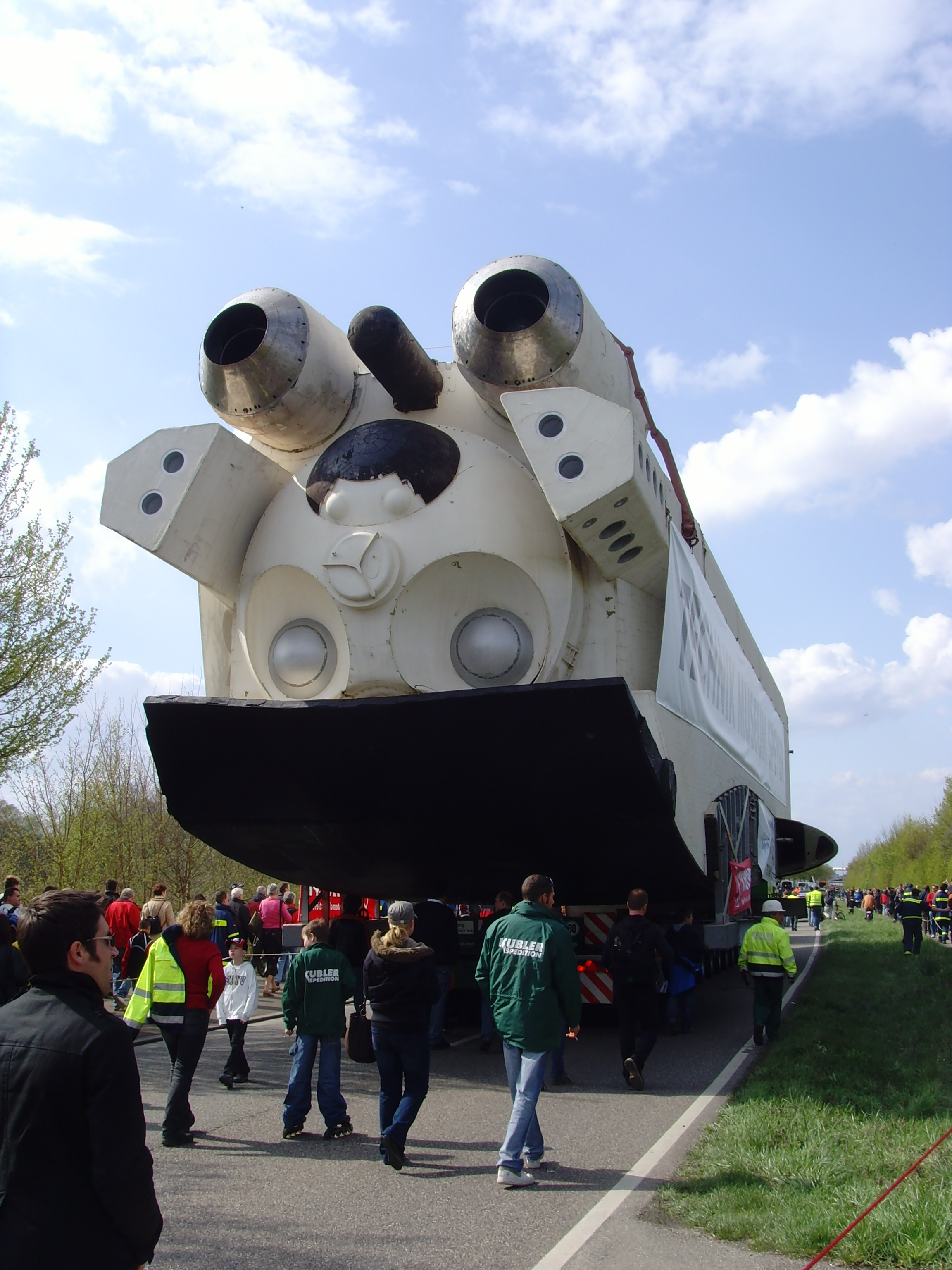
El transporte del OK-GLI al Technikmuseum Speyer.

El desarrollo del programa Buran tuvo su inicio en 1976 como respuesta al programa estadounidense del Space Shuttle.
La construcción de la nave soviética fue iniciada en 1980 y en 1984 fue construida la primera lanzadera en escala real. Un primer vuelo suborbital de prueba que utilizaba un modelo en escala reducida ya había sido concretado en julio de 1983, con el progreso de este proyecto se realizaron otros cinco vuelos de modelos a escala reducida.
A diferencia del vehículo analógico utilizado en las pruebas del estadounidense Space Shuttle Enterprise, que estaba privado de motores y era lanzado desde la altura por un avión nodriza Boeing 747, el soviético OK-GLI estaba equipado con cuatro motores turbofán Lyul'ka AL-31 posicionados en la cola (el sistema de recipientes de combustible y anexos a los motores ocupaba un cuarto del área de carga). Así las condiciones de prueba eran significativamente diversas a la contraparte estadounidense: el OK-GLI despegaba como un avión de reacción carreteando sobre una pista de vuelo y una vez alcanzadas las coordenadas prefijadas apagaba los motores y aterrizaba planeando aportando al proyecto informaciones fundamentales referentes al estado del vuelo.

## Vuelos de prueba
Fueron realizados en total nueve vuelos de prueba rápida (taxi test) y 25 de prueba. Todos los lanzamientos se efectuaron desde el cosmódromo de Baikonur.
| Fecha                   | Descripción | Velocidad máxima | Altitud máxima | Duración   | Tripulación / Notas                                           |
| ----------------------- | ----------- | ---------------- | -------------- | ---------- | ------------------------------------------------------------- |
| 29 de diciembre de 1984 | Ensayo 1    | 45 km/h          |                | 5 minutos  | Rimantas Stankevičius, Igor Volk                              |
| 2 de agosto de 1985     | Ensayo 2    | 200 km/h         |                | 14 minutos | Rimantas Stankevičius, Igor Volk                              |
| 5 de octubre de 1985    | Ensayo 3    | 270 km/h         |                | 12 minutos | Rimantas Stankevičius, Igor Volk                              |
| 15 de octubre de 1985   | Ensayo 4    | 300 km/h         |                |            | Rimantas Stankevičius, Igor Volk                              |
| 10 de noviembre de 1985 | Vuelo 1     | 480 km/h         | 1500 m         | 12 minutes | Rimantas Stankevičius, Igor Volk                              |
| 15 de noviembre de 1985 | Ensayo 5    | 170 km/h         |                | 12 minutos | Rimantas Stankevičius, Igor Volk                              |
| 3 de enero de 1986      | Vuelo 2     | 520 km/h         | 3000 m         | 36 minutos | Rimantas Stankevičius, Igor Volk                              |
| 6 de abril de 1986      | Ensayo 6    |                  |                | 14 minutos | Anatoli Levchenko, Shchukin                                   |
| 27 de mayo de 1986      | Vuelo 3     | 540 km/h         | 4000 m         | 23 minutos | Rimantas Stankevičius, Igor Volk                              |
| 11 de junio de 1986     | Vuelo 4     | 530 km/h         | 4000 m         | 22 minutos | Rimantas Stankevičius, Igor Volk                              |
| 20 de junio de 1986     | Vuelo 5     |                  |                | 25 minutos | Anatoli Levchenko, Shchukin                                   |
| 28 de junio de 1986     | Vuelo 6     |                  |                | 23 minutos | Anatoli Levchenko, Shchukin                                   |
| 10 de diciembre de 1986 | Vuelo 7     |                  | 4000 m         | 24 minutos | Primer aterrizaje automático Rimantas Stankevičius, Igor Volk |
| 23 de diciembre de 1986 | Vuelo 8     |                  |                | 17 minutos | Rimantas Stankevičius, Igor Volk                              |
| 29 de diciembre de 1986 | Vuelo 9     |                  |                | 17 minutos | Anatoli Levchenko, Shchukin                                   |
| 16 de febrero de 1987   | Vuelo 10    |                  |                | 28 minutos | Rimantas Stankevičius, Igor Volk                              |
| 25 de febrero de 1987   | Vuelo 11    |                  |                | 19 minutos | Rimantas Stankevičius, Igor Volk                              |
| 29 de marzo de 1987     | Ensayo 7    |                  |                | 2 minutos  | Anatoli Levchenko, Shchukin                                   |
| 30 de marzo de 1987     | Ensayo 8    |                  |                | 25 minutos | Anatoli Levchenko, Shchukin                                   |
| 21 de mayo de 1987      | Vuelo 12    |                  |                | 20 minutos | Anatoli Levchenko, Shchukin                                   |
| 25 de junio de 1987     | Vuelo 13    |                  |                | 19 minutos | Rimantas Stankevičius, Igor Volk                              |
| 5 de octubre de 1987    | Vuelo 14    |                  |                | 21 minutos | Aterrizaje automático Shchukin, Igor Volk                     |
| 15 de octubre de 1987   | Vuelo 15    |                  |                | 19 minutos | Bachurin, Borodai                                             |
| 16 de enero de 1988     | Vuelo 16    |                  |                |            | Rimantas Stankevičius, Igor Volk                              |
| 24 de enero de 1988     | Vuelo 17    |                  |                |            | Bachurin, Borodai                                             |
| 23 de febrero de 1988   | Vuelo 18    |                  |                | 22 minutos | Rimantas Stankevičius, Igor Volk                              |
| 4 de marzo de 1988      | Vuelo 19    |                  |                | 32 minutos | Rimantas Stankevičius, Igor Volk                              |
| 12 de marzo de 1988     | Vuelo 20    |                  |                |            | Bachurin, Borodai                                             |
| 23 de marzo de 1988     | Vuelo 21    |                  |                |            | Bachurin, Borodai                                             |
| 28 de marzo de 1988     | Vuelo 22    |                  |                |            | Bachurin, Borodai                                             |
| 2 de abril de 1988      | Vuelo 23    |                  |                | 20 minutos | Rimantas Stankevičius, Igor Volk                              |
| 8 de abril de 1988      | Vuelo 24    |                  |                |            | Rimantas Stankevičius, Igor Volk                              |
| 15 de abril de 1988     | Vuelo 25    |                  |                | 19 minutos | Rimantas Stankevičius, Igor Volk                              |
| 29 de diciembre de 1989 | Ensayo 9    |                  |                |            | Rimantas Stankevičius, Zabolotski                             |

## Destino final

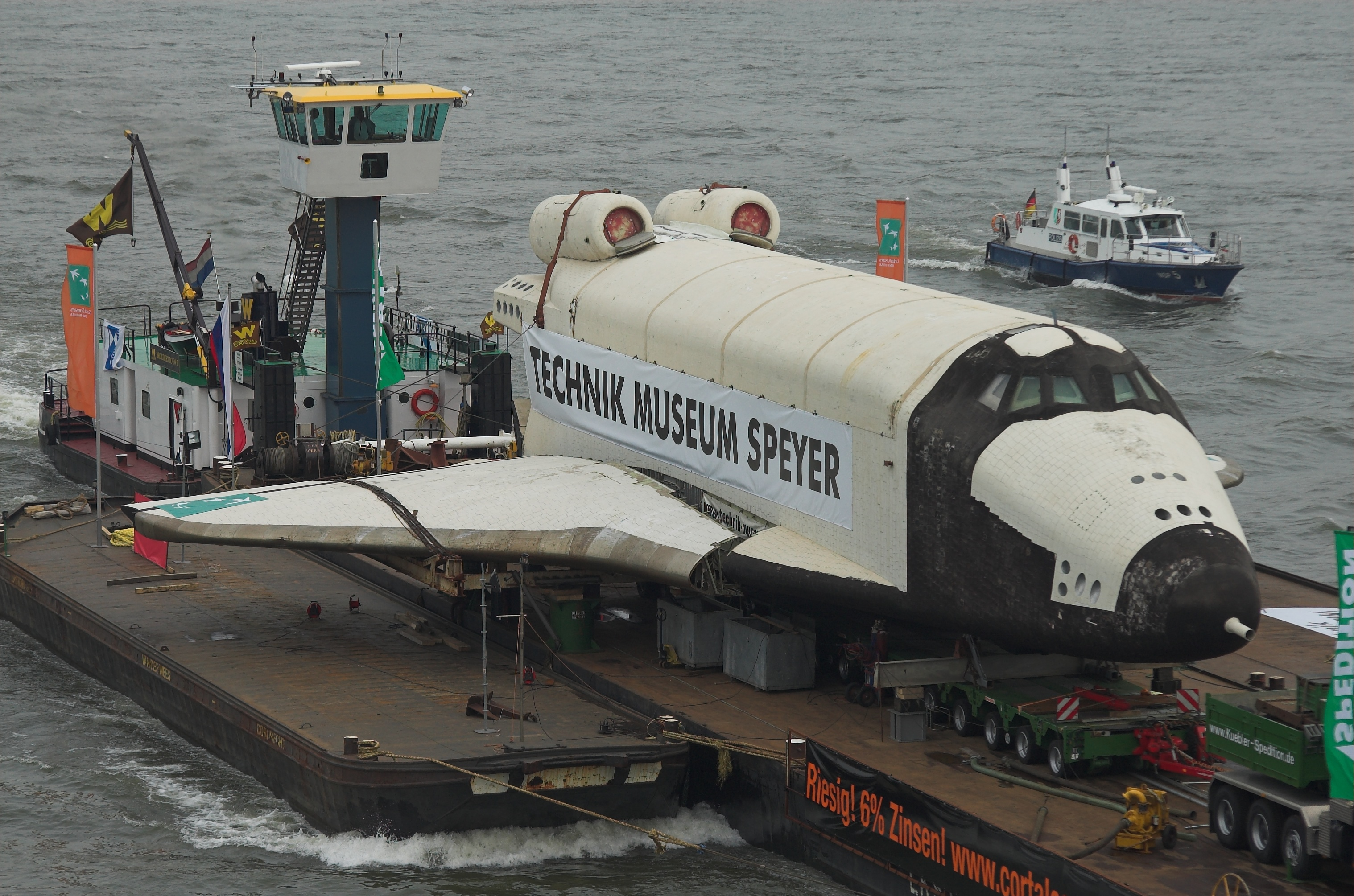
OK-GLI fotografiado sobre el río Rin cerca de Bonn en el transcurso de su traslado a Spira.

Después de cancelarse el programa, este transbordador fue transferido al Instituto de Investigación Aeronáutica Gromov cerca de Moscú, y posteriormente vendido a la empresa australiana Buran Space Corporation. El vehículo fue trasportado mediante un barco desde Gotemburgo (Suecia) a Sídney (Australia) a donde llegó el 9 de febrero de 2000. Fue transformado por algunos años en una atracción turística tras haber sido colocado en una estructura provisoria realizada en el Darling Harbour.
 Tras la quiebra de los propietarios el vehículo quedó sin custodia y a la temperie sufriendo deterioros parciales.
En septiembre de 2004, un grupo de periodistas alemanes reencontró a esta cosmonave en Baréin. Seguidamente a tal informe, el aparato soviético fue adquirido por el Auto- und Technikmuseum Sinsheim (Museo de la Automatización y de la Técnica de Sinsheim) y debía ser trasportado a Alemania en 2005, pero a causa de controversias legales se mantuvo en Baréin por otros tres años.
El 4 de marzo de 2008, OK-GLI emprende el viaje por mar al Technikmuseum Speyer (de propiedad del precitado Museo de Sinsheim) donde fue restaurado y queda en exposición permanente.